# Bethany (Oregon, Marion megye)
Bethany az Amerikai Egyesült Államok északnyugati részén, Oregon állam Marion megyéjében elhelyezkedő önkormányzat nélküli település.